# Diocesi di Musoma
La diocesi di Musoma (in latino: Dioecesis Musomensis) è una sede della Chiesa cattolica in Tanzania suffraganea dell'arcidiocesi di Mwanza. Nel 2021 contava 354.982 battezzati su 1.875.972 abitanti. È retta dal vescovo Michael George Mabuga Msonganzila.

## Territorio
La diocesi comprende l'intera regione del Mara ad eccezione del distretto di Bunda, nel nord della Tanzania.
Sede vescovile è la città di Musoma, dove si trova la cattedrale di Santa Maria Madre di Dio.
Il territorio è suddiviso in 36 parrocchie.

## Storia
Il vicariato apostolico di Musoma e Maswa fu eretto l'11 aprile 1946 con la bolla Quo in Tanganikensi di papa Pio XII, ricavandone il territorio dal vicariato apostolico di Mwanza (oggi arcidiocesi).
Il 24 giugno 1950 si divise in forza della bolla Christiano Nomini di papa Pio XII, dando origine al vicariato apostolico di Maswa (oggi diocesi di Shinyanga) e alla prefettura apostolica di Musoma.
Quest'ultima è stata elevata a diocesi il 5 luglio 1957 con la bolla Quam pollicitationem dello stesso papa Pio XII. Originariamente era suffraganea dell'arcidiocesi di Tabora.
Il 18 novembre 1987 è entrata a far parte della provincia ecclesiastica dell'arcidiocesi di Mwanza.
Il 27 novembre 2010 ha ceduto una porzione del suo territorio a vantaggio dell'erezione della diocesi di Bunda.

## Cronotassi dei vescovi
Si omettono i periodi di sede vacante non superiori ai 2 anni o non storicamente accertati.
- Joseph Blomjous, M.Afr. † (11 aprile 1946 - 25 giugno 1950 nominato vicario apostolico di Mwanza)
- Joseph Gerard Grondin, M.M. † (1950 - 1957 dimesso)
- John James Rudin, M.M. † (5 luglio 1957 - 12 gennaio 1979 dimesso)
- Anthony Mayala † (12 gennaio 1979 - 18 novembre 1987 nominato arcivescovo di Mwanza)
- Justin Tetmu Samba † (25 ottobre 1988 - 23 agosto 2006 deceduto)
- Michael George Mabuga Msonganzila, dal 10 novembre 2007

## Statistiche
La diocesi nel 2021 su una popolazione di 1.875.972 persone contava 354.982 battezzati, corrispondenti al 18,9% del totale.
| anno | popolazione | popolazione | popolazione | presbiteri | presbiteri | presbiteri | presbiteri                | diaconi | religiosi | religiosi | parrocchie |
| anno | battezzati  | totale      | %           | numero     | secolari   | regolari   | battezzati per presbitero | diaconi | uomini    | donne     | parrocchie |
| ---- | ----------- | ----------- | ----------- | ---------- | ---------- | ---------- | ------------------------- | ------- | --------- | --------- | ---------- |
| 1950 | 10.448      | 254.416     | 4,1         | 14         |            | 14         | 746                       |         |           | 5         | 1          |
| 1970 | 98.949      | 535.000     | 18,5        | 43         | 5          | 38         | 2.301                     |         | 41        | 53        | 18         |
| 1980 | 104.400     | 745.000     | 14,0        | 31         | 10         | 21         | 3.367                     |         | 24        | 55        | 19         |
| 1990 | 168.271     | 917.000     | 18,4        | 37         | 15         | 22         | 4.547                     |         | 29        | 97        | 23         |
| 1999 | 200.190     | 1.165.000   | 17,2        | 56         | 35         | 21         | 3.574                     |         | 28        | 142       | 25         |
| 2000 | 204.946     | 1.170.110   | 17,5        | 60         | 37         | 23         | 3.415                     |         | 30        | 154       | 25         |
| 2001 | 211.946     | 1.200.000   | 17,7        | 60         | 36         | 24         | 3.532                     |         | 37        | 181       | 26         |
| 2002 | 220.946     | 1.200.000   | 18,4        | 64         | 36         | 28         | 3.452                     |         | 41        | 190       | 29         |
| 2003 | 230.046     | 1.200.000   | 19,2        | 65         | 38         | 27         | 3.539                     |         | 33        | 190       | 30         |
| 2004 | 250.000     | 1.400.000   | 17,9        | 67         | 40         | 27         | 3.731                     |         | 50        | 193       | 34         |
| 2010 | 300.000     | 1.396.397   | 21,5        | 67         | 45         | 22         | 4.478                     |         | 12        | 220       | 36         |
| 2010 | 215.000     | 1.040.000   | 20,7        | 58         | 38         | 20         | 3.707                     |         | 12        | 200       | 30         |
| 2013 | 289.481     | 1.381.579   | 21,0        | 61         | 39         | 22         | 4.745                     |         | 47        | 260       | 31         |
| 2016 | 308.400     | 1.505.646   | 20,5        | 62         | 40         | 22         | 4.974                     |         | 38        | 295       | 34         |
| 2019 | 343.130     | 1.564.580   | 21,9        | 60         | 35         | 25         | 5.718                     |         | 39        | 302       | 35         |
| 2021 | 354.982     | 1.875.972   | 18,9        | 40         | 40         |            | 8.874                     |         | 25        | 309       | 36         |